# Alpheopsis harperi
Alpheopsis harperi is een garnalensoort uit de familie van de Alpheidae. De wetenschappelijke naam van de soort is voor het eerst geldig gepubliceerd in 1984 door Wicksten.